# 宋家鈺
宋 家鈺（ソウ・カギョク、1934年12月 - ）は、中華人民共和国の歴史学者。隋唐史を専攻。

## 人物
1959年、北京大学卒業。1959年、中国社会科学院歴史研究所研究員（1959年 - 1988年）、中国社会科学院歴史研究所教授。
日中歴史共同研究中国側委員として古代・中近世史分科に参加し、「日中古代政治社会構造の比較研究」を発表している。